# Koh Tao
Koh Tao (da. skildpaddeøen, på engelsk også stavet som Ko Tao, thai: เกาะเต่า, udtale: [kɔ̀ʔ tàw]) er en thailandsk ø på omkring 21 km² i Thailandbugten (Golf of Thailand), 85 kilometer ud for Chumphon, administrativt tilhørende Surat Thani-provinsen og ofte betragtet som en del af Ang Thong-øhavet, også kaldt for Samui og hendes 80 søstre. Koh Tao er udpræget turistdestination for dykning og snorkling, samt for øhoppere (rejsende der besøger flere øer i området) og backpackere (rygsæksrejsende).
Tre små klippeøer ved Koh Taos nordlige spids, kaldt Koh Nangyuan (Havmågeøen), som er kædet sammen af hvid koral sandstrand, er et yndet dagudflugtsmål fra naboøerne Koh Phangan og især den største ø i gruppen, Koh Samui. Koh betyder ø på thaisprog.

## Historie
De første indikationer af Koh Tao findes på gamle søkort fra engang i 1600-tallet, hvor der vises en serie af tre nord-sydlignende øer ud for kysten ved den malaysiske halvø. Den mindste og nordligste af disse øer er navngivet "Pulo Bardia", bedste eksempel er fra John Thorntons bog The English Pilot, the Third Book fra 1701, hvor kortet over Siamgolfen er dateret 1677. Øen skulle have beholdt dette navn op til omkring år 1900, men det er diskutabelt om Pulo Bardia var Koh Tao. En beskrivelse i Narrative of a residence at the capital of the Kingdom of Siam fra 1852 af Frederick Arthur Neale, giver indtryk af, at Pulo Bardia er beliggende lige ved Chumphon, hvilket kortets koordinater også antyder. Koordinaterne på gamle kort, som for eksempel The Edinburgh Gazetteer, or Geographical Dictionary kunne være upræcise, og i forhold til Koh Tao er angivelsen lidt over 60 kilometer forkert, næsten svarende til Chumphon. I Neales bog fortæles det på side 120, at "der endda var køer og gårde (farms) i en landsby, som lå på øens vestside" (måske Sairee?). Der er tilmed en illustration i bogen, som viser bebyggelsen, hvorom det forklares, at den var beliggende "lige over for byen Champon" – fastlandet kan imidlertid slet ikke ses fra Koh Tao.
Koh Tao siges imidlertid at have været ubeboet indtil engang i 1930'erne, men allerede i 1899, den 18. juni, besøgte Kong Chulalongkorn, Rama V af Siam (1868-1910), øen og lod sine initialer indhugge på en stor sten på Laem Jor Por Ror, i den sydlige ende af Sairee-stranden – et sted der i dag bruges af lokale og besøgende thailændere for tilbedelse, og for at vise ærbødighed for kongen. Ellers blev øen kun sporadisk besøgt af fiskere, der søgte ly for storm, eller et hvil under arbejdet.
Fra 1933 og frem til 1947 blev øen anvendt som politisk fængselskoloni. Selve fængslet lå ved Mae Haad, der i dag er øens hovedby. Der var 45 politiske fanger og omkring 50 andre indsatte, samt 15 vagter. Ifølge fangerne var Koh Tao et levende helvede med sine hajinficerede farvande, og det daglige liv var en konstant kamp for overlevelse. Malaria var udbredt og ofte sultede fangerne. En af fangerne skrev: "Den eneste daglige glæde er at se solen gå ned i havet, det er et spektakulært syn, bølgerne er lyslilla med en indigoblå himmel." I 1947 benådede den daværende thailandske premierminister alle fangerne på øen, der blev forladt og atter ubeboet – men kun for en kort tid.
Senere samme år sejlede et par fiskere, brødrene Ta Euam og Ta Oh, i en traditionel træbåd med latinersejl (se Long-tail båd) de cirka 45 kilometer fra Koh Phangan til Koh Tao, hvor de byggede et par hytter på Sairee-stranden, og efterfølgende bragte deres familier over og begyndte et nyt liv. Turen i sejlbåd tog omkring 12 timer og var farlig, da der stadig var sørøvere i farvandet. Skildpaddeøens nye indbyggere levede et simpelt liv med fiskeri, og begyndende kultivering af jorden for plantning af kokosnøddepalmer, som på daværende tidspunkt var en udpræget god forretning på øhavets store ø, Samui. På den tid var der også overflod af havskildpadder, så mange, at på visse tidspunkter af året var stranden helt sort.
Midt på året 1977 skete noget, der kom til ændre Koh Taos fremtid – der ankom rejsende på fiskerbåde, og med bådene som sejlede kokosnødder, fremmede folk der ville udforske den uopdagede og uberørte undervandsverden. En af de første pionerer var en italiensk mand, der ville bringe dykkere fra Koh Samui til en overnattende dykesafari ved Koh Tao. Han grundlagde Red Rock, White Rock & Green Rock, navngivet efter farverne på det italienske flag, øens første dykkerforetning. I 1984 blev de første resorts – turiststeder til overnatning, typisk små hytter eller primitive bungalows på strandene – etableret i Thian Og Bay. "Niyom Bungalows" hed stedet, og værelserne kostede 30 baht pr. nat (omkring 7 kroner efter den tids valutakurs, svarende til ca. 15 kroner i 2016). i 1990 åbnede en svensk mand Open Water Dive Course, og senere samme år kom endnu en dykkervirksomhed til, Tao-Big Blue Diving, Koh Tao var blevet omdannet til et sandt dykkerparadis.

## Koh Tao i dag
Koh Tao er i dag en af de førende destinationer i Thailand for SCUBA-dykning (Self Contained Underwater Breathing Apparatus), og et attraktivt sted for PADI-certificering. De senere år har øernes omdømme som et stille, tropisk paradis med mangfoldigt maritimt liv og koralrev spredt sig. Øen byder på ophold i stort set alle prisklasser. Koh Tao har omkring 500.000 besøgende om året.

### Transport
Koh Tao har ingen lufthavn, så rejsende må vælge en af flere færgeruter, enten fra Chumphon – hvorfra der er både bus- og togforbindelse til Hua Hin og Bangkok – eller fra naboøen Koh Samui, hvor der er en international lufthavn (USM), med adskillige daglige forbindelser til Bangkok, foruden til Chiang Mai, Krabi, Pattaya og Phuket, samt til Hong Kong, Kuala Lumpur og Singapore. Bådene er hurtigfærger og katamaranfærger. Der sejles tillige til Surat Thani på fastlandet, hvortil der er togforbindelse og lufthavn (URT) med fly til Bangkok. Chumphon har også en lufthavn (CJM). Både Chumphon og Surat Thani ruterne betjenes tillige med ældre, langsomme natbåde. Alle bådruter ankommer til Mae Haad på Koh Tao, men det er forskellige selskaber, der driver ruterne.
Overfartstider
- Chumphon–Koh Tao: 1½ til 3 timer, natbåd ca. 7 timer
- Koh Phangan–Kog Tao: 1½ til 2 timer
- Koh Samui–Koh Tao: ca 2½ time
- Surat Thani–Koh Tao: 4 timer, natbåd ca. 9 timer

### Turisme
Hoteller er udpræget bungalows på strandene og op ad bjergsiderne ved øens mange bugte. Flere bedre hoteller er kommet til de senere, da folk der gæstede øen som unge, nu vender tilbage med deres familier.
Den mest populære turiststrand er den 1,7 kilometer lange Sairee Beach på øens vestside, lige nord for Mae Haad. Men også Chalok Baan Khao mod syd er blevet en populær destination.

### Havmiljø
Farvendene omkring Koh Tao er udklækningsområde for havskildpaddearterne ægte karette og suppeskildpadde hvilket den øgede turisme har haft negativ indvirkning på, men den thailandske marine (Royal Thai Navy) iværksatte yngelprogrammer i 2004 sammen med a koalition af lokale dykkercentre.
Vandene omkring Koh Tao er vært for flere end 130 arter af hårde koraller, og over 223 arter af revfisk, fordelt på 53 familier. Dykkerlokationen Chumpon Pinnacle mod vest er kendt for såvel Hvalhajer (Whale shark) som tyrehajer (Bull shark).
Dykningsforholdene er blevet drastisk forbedret de senere år grundet dykkersamfundets fortsatte uddannelse af lokalbefolkningen. El Niño vejrmønstre forårsagede periodevis opvarmning af farvandet, hvilket resulterede i tab af en masse af de lavvandede koraller nær Koh Tao, men efterfølgende har genoprettelsen, med hjælp fra øens bevaringsgruppe Red Koh Tao, været hurtig, så området byder på nogle af de bedste dykkerforhold i Thailandsgolfen.

### Infrastruktur
Koh Tao er mindre udviklet end naboerne Koh Phangan og Koh Samui. Vejene er primitive og mange steder i dårlig stand. Motorcykler kan lejes. Der advares generelt mod at aflevere rejsepas som sikkehed ved motorcykelleje, og ligeledes om at trafikken i Thailand, inklusive øer, kan være ganske kaotisk og fremmedartet for udlændinge. Øen fik elektricitetsforsyning i begyndelsen af 00'erne, og infrastrukturen er under forbedring, men mangler stadig en del, bl.a. er der forsat ustabil el-forsyning og periodevis vandmangel.
Øen kritiseres især for affaldsbehandling, med manglende anvendeligt forbrændingsanlæg (incinerator) og ophobning af dagrenovation på 50.000 tons, som dagligt øges med yderligere tre til fem ton. Med en vision om at øen fremover skal håndtere flere millioner turister årligt, synes situationen uholdbar, selv om den midlertidigt løses med deponering ved nedgravning (landfil).
Koh Taos første hospital åbnede den 8. juli 2017, tidligere havde øen kun en klinik. Hospitalet er offentligt og har 10 sengepladser til betjene de omkring 2,000 fastboende thaier, og omkring en halv million turister. Den tidligere klink behandlede op mod 6.000 patienter årligt, heraf var 80% turister.

### Befolkning
Ud over omkring 1.700 fastboende, hovedsaglig thaier, bor der et ukendt antal af såkaldte expatriates (fastboende udlændinge), der anslås til et par tusinde. Desuden er der et anseeligt antal burmesiske (Myanmar) gæstearbejdere, måske 3.000, hovedsaglig ansat i turistbranchen, da de ofte taler lidt engelsk, grundet den tidligere engelske kolonisering af Burma.
Enkelte thai-familier er meget dominerende på øen og ejer adskillige af forretningerne, det være sig både dykkerforretninger, barer og hoteller. Der findes en følelse af selvforsyning og isolation – tilbage fra dengang øen var straffekoloni – og Koh Tao er de facto uden officiel kontrol af ejernes blomstrende turistvirksomheder, der ligger på landområder, som oprindeligt blev tildelt til kokosnødplantager uden egentlig ejendomsret.

## Koh Nangyuan
Koh Nangyuan (Koh Nang Yuan, Ko Nangyuan, da. Havmågeøen) er tre klipper ud for Koh Taos nordlige spids, ca. 500 meter mod vest. Klipperne er sammenkædet af en hvid koralsandstrand. Koh Nanguyan ejes af Marine Department og er licenseret som marine park til en privat forpagter. Stedet er et yndet udflugtsmål fra især Koh Samui, men også Koh Phangan og Koh Tao, på grund af natur og maritimt miljø med et levende koralrev, den såkaldte Japanske Have (Japanese Garden), som er velegnet til at snorkle i. Det tager mindre end 15 minutter at sejle til Koh Nangyuan fra Koh Tao, mens turen med speedbåd eller high-speed katamaran-færge varer holdvis 1½ time fra Koh Phangan og cirka 2 timer fra Koh Samui. Også mange dykkerbåde ankrer op ud for bugten med korallerne.
Adgang til Koh Nangyuan sker fra anløbsbroen mod øst, og der skal betales et gebyr på 100 baht pr. person (ca. 20 dkk). Flasker og dåser må af hensyn til miljøet ikke medbringes på øen, men drikkevand kan købes i strandbaren eller restauranten. Tropefiskene må ikke fodres – tidligere medbragte mange toastbrød som fiskefodder, men fiskene bliver syge af det. Der har været tilfælde ved Phuket med relativt store bøder (100.000 baht/20.000 dkk) til turister, der fodrer fisk med brød. Der er ingen ferskvand på øen, så en tur under en bruser ved stranden koster et lille gebyr. Der er derimod en restaurant – ofte er en frokostbuffet inkluderet i dagture fra Koh Samui – og mulighed for overnatning i adskillige bungalows, som mange anvender til honey moon (bryllupsrejse). Øens faciliteter omtales af nogen, som lidt højt prissat.

## Negativ presseomtale og kontrovers om sikkerhed

### Dobbeltmordet i 2014
Der har siden efteråret 2014 været en del negativ omtale i udenlandske medier om Koh Tao, begyndende med et dobbeltmord på et par unge britiske turister, Hannah Witheridge (23) og David Miller (24), der blev fundet dræbt en tidlig morgen den 15. september på Sairee-stranden. Politiefterforskningen blev omtalt som mangelfuld. Der var først mistanke rettet mod sønnen af Koh Taos Head of Village (lokale landsbyleder, på thai "Phu Yai Ban"), som var fra en af de magtfulde familier på øen. Det blev resolut tilbagevist af familien, at sønnen havde nogen forbindelse til sagen, hvorefter politiet droppede mistanken uden yderligere efterforskning. Sagen eskalerede med anholdelse af to unge burmesiske gæstearbejdere, Wai Phyo og Zaw Lin, begge 22 år, som blev anklaget for mordet. Den udbredte opfattelse var, at de to burmesere var syndebukke og havde været udsat for tortur. Den efterfølgende retssag på Koh Samui blev kritiseret for anklagemyndighedens manglende bevismateriale og uholdbar DNA-test. Wai Phyo og Zaw Lin der blev idømt dødsdom i december 2015, appellerede efterfølgende, men fik appellen afvist. I august 2017 indgav de en sidste appel til Thailands Højesteret.
Kort efter appellen kom det frem i britiske medier, at Storbritanniens National Crime Agency havde brudt loven ved at videregive oplysninger om ofrene til thailandsk politi, oplysninger der aldrig kom til forsvarernes kendskab. NCA indrømmede, at den havde overtrådt loven i fem tilfælde og afgjorde sagen ved samtykke i en aftale om at betale sagsøgernes omkostninger fastsat til 15.000 GBP. Udenlandske iagttagere mente, at kun tiden ville vise, om denne lille sejr kunne give nogle praktiske fordele for de to syndebukkene på dødsgangen i Bangkok Hilton (slang for det berygtete Bangkok-fængsel Bang Kwang Central Prison).
Den indflydelsesrige thailandske avis, Thai Rath, gentog på fireårsdagen for dobbeltmordet, at flere mente, at de to dømte burmesere er syndebukke, og at den skyldige er landsbylederens søn, samt at der er betalt bestikkelse for at undgå efterforskning.
Den 29. august 2019 blev appelsagerne endeligt afsluttet med en afgørelse i Thailands Højesteret, der stadfæstede dødsdommen over Wai Phyo og Zaw Lin. Højesteretsafgørelsen var ikke baseret på nyt bevismateriale, men alene en genvurdering af beviser og vidneudsagn fra Kriminalretten på Koh Samui. Det er uklart om dødsdommen vil blive eksekveret, da Thailand kun har henrettet få dømte siden 2009. Selvom sagen principielt kan forelægges for Thailands konge, gives appel normalt kun til dømte, der har tilstået og vist anger. Den 14. august 2020 kunne advokaten for Zaw Lin og Win Zaw Htun (navn stavet som gengivet i avisen) alligevel oplyse, at dødsdommen var blevet ændret til livsvarigt fængsel efter et kongeligt dekret i forbindelse med kong Vajiralongkorns fødselsdag, den 28. juli, hvilket kan svare til 50 års fængsel, da lange fængselsstraffe nedsættes reelt til 50 år. Der var i pressen i 2020 tvivl om, de var benådet til 50 års fængsel.

### Kritiske artikler i Samui Times og andre medier
Presseomtale eskalerede med at det lille online nyhedsmedie Samui Times, skrev kritiske artikler om Koh Tao de følgende år frem til 2018, hvori mediet rejste tvivl om 5-6 yderligere dødsfald blandt turister var ulykker eller selvmord, som myndighederne påstod, eller om der lå en forbrydelse bag. Omkring januar 2015 begyndte udtryk som Island of Death og Death Island (da. dødens ø) at cirkulere i online medier som Reddit, ThaiVisa og Lonely Planet, hvilket Samui Times nævnte. To diskutable hændelser, en forsvundet russisk amatør freestyle dykker (dykning uden luftbeholder) i februar 2017, og en ung belgisk kvindes angivelige selvmord i april, på vej hjem efter et ophold hos en Sai Baba-menighed på naboøen Koh Phangan, som myndighederne i begge tilfælde undlod at udsende presseinformation om, blev efterfølgende rapporteret af Samui Times i henholdsvis marts og juni måned. Begge medførte massiv international presseopmærksomhed af førende nyhedsmedier i USA, Europa og Australien, især i lyset af de tidligere hændelser, og i vid udstrækning benævntes øen Koh Tao som Death Island. Også danske medier har omtalt hændelserne. I begyndelsen af juli meddelte myndighederne, at man ville sagsøge Samui Times som ansvarlig for udbredelse af benævnelsen Death Island. Online mediet Samui Times er ikke registret i Thailand, men drives fra Storbritannien – oprindeligt blev mediet drevet fra Koh Samui af Suzanne Buchanan. Den engelsksprogede avis, Bangkok Post, nedgjorde sagstruslen i en leder under overskriften, "Dødens ø sagsanlægget er en farce", og opfordrede myndighederne til at rydde enhver misforståelse af vejen, i stedet for at skræmme budbringeren.
En Facebook-side med titlen Koh Tao Death Island (dansk: Koh Tao, dødens ø) deler jævnligt opslag om højt profilerede sager, der er sket på Koh Tao, og fører endda sponsorerede reklamekampagner på Facebook i et forsøg på yderligere at øge sidens rækkevidde. Ifølge politiet i Surat Thani-provinsen administreres Facebook-siden af en gruppe udlændinge, der har til hensigt at forårsage skade på indtrykket af Thailand. Man tog for eksempel i november 2021 en ældre sag om en japansk tourists selvmord i 2004 op og påstod, at der var tale om mord, selvom afdøde havde skrevet et afskedsbrev til sine forældre.
I januar 2023 blev en britisk dykkerinstruktør, 48-årige Neil Giblin, fundet død på i sin lejede ejendom på Koh Tao, efter han ikke var dukket op til en aftale. Der var ifølge politiet ingen tegn på en usædvanlig hændelse. Omtalen genoplivede imidlertid øens negative rygte, trods af myndighedernes indsats i de foregående år med at forsikre offentligheden om, at øen er et sikkert sted for besøgende. Nyhedsmedier nævnte, at han er den femte udenlandske dykkerinstruktør, som pludseligt døde på øen.

#### Mistænkelige dødsfald ifølge kritikere
Sager nævnt i Thai Examiners artikel om Neil Giblins død i januar 2023, med tilføjelse af manglende data hentet fra anden kilde.
- 2014, 23-årige Hannah Witheridge og 24-årige David Miller, begge Storbritannien, fundet på dræbt strand. Officiel årsag: dobbeltmord
- 2014, 25-årige Nick Pearson, Storbritannien, fundet i vand, faldet fra 4,5 meter. Officiel årsag: Selvmord
- 2015, 29-årige Dimitri Povse, Frankrig, fundet hængt med bagbundne hænder.[40] Officiel årsag: Selvmord
- 2015, 23-årige Christina Annesley, Storbritannien, fundet død i hotelværelse. Officiel årsag: Narkotika- og alkohol-induceret hjertesvigt
- 2016, 26-årige Luke Miller, Storbritannien, fundet død i swimmingpool. Officiel årsag: Ulykke[41]
- 2017, 24-årige Valentina Novozhyonova, Rusland, dykkerentusiast, forsvundet. Officiel årsag: Druknet under dykning
- 2017, 30-årige Elise Dallemagne, Belgien, fundet hængende fra et træ. Officiel årsag: Selvmord
- 2018, 47-årige Bernd Grotsch, Tyskland, fundet død på sin ejendom. Officiel årsag: Hjerteanfald eller slangebid[42]
- 2023, 48-årige Neil Giblin, Storbritannien, fundet død på i sin lejede ejendom. Officiel årsag: Intet unaturligt.

Der er flere tilfælde nævnt, som involverer vestlige og europæiske rejsende. De er ifølge forfatter og journalist Suzanne Buchanan:
- Yoshi Sazawa "Sharlyn", fundet død i junglen
- Anthony Cardullo, fundet død
- Shelly Bot, dræbt af en bådpropel
- Ian Jacobs, fundet død i en brøndring af beton
- Ben Harrington, fundet død i siden af vejen
- Hans Peter Suter, skyllet op på fastlandet
- Rakeshwar Sachathamakul, fundet død i en swimmingpool
- Anshoo Sachathamakul, fundet død i en swimmingpool
- Hr. Ban, myrdet ved højlys dag
- Alexandr Bucspun, fundet død i havet
- Unavngiven japansk mand, tvungen alkoholforgiftning
- Rocio Gomez. dræbt under SCUBA-dykning
- Silje Mathisen, dræbt SCUBA-dykning

### Kritik af myndighedernes samarbejde i 2018
Den 6. marts 2018, afleverede en forældregruppe til unge briter, der menes omkommet under mystiske omstændigheder på Koh Tao, en opfordring med 14.000 underskrifter til premierminister Theresa May i Downing Street 10, om at UK skal undersøge de mistænkelige dødsfald.
Igen i sommeren 2018 dukkede Death Island op i udenlandske medier, denne gang i forbindelse med en britisk såkaldt expat – fastboende udlænding – som omkom under mystiske omstændigheder, slangebid, og de lokale myndigheders manglende samarbejdsvilje, vurderet af ofrets familie. Historien fik de britiske medier til atter at bruge Death Island som overskrift, og igen omtale ni tidligere "mystiske" dødsfald blandt vesterlandske udlændinge, samt øens magtfulde familier.
Den 23. august offentliggjorde Samui Times et par artikler om en 19-årig engelsk (på daværende tidspunkt anonym) teenagerpige, der påstod, at hun var blevet bedøvet af en drink og voldtaget, såkaldt drug rape, på Koh Taos Sairee-strand om natten den 26. juni, og tillige frarøvet penge (svarende til ca. 1.000 DKK), en iPhone, og et betalingskort. Hun flygtede fra øen og anmeldte i stedet hændelsen til politiet på naboøen Koh Phangan, hvor hun skulle møde sin kæreste til Full Moon Party. Pigen påstod, ifølge de britiske medier, at politiet ikke ville modtage hendes anmeldelse af voldtægt, men kun notere de frarøvede genstande. Politiet forklarede, at de ikke kunne modtage en anmeldelse, da den skulle indgives til politiet på Koh Tao, hvor forbrydelsen var foregået, men af hensyn til pigens forsikring, skrev de en kvittering på mistede genstande. Efterfølgende indgav pigen anmeldelse til politiet i Storbritannien og afleverede en t-shirt, der skulle indeholde voldtægtsmandens DNA. Historien blev samlet op af både thailandske og britiske medier, hvor Death Island igen blev overskrift, sammen med omtale af otte tidligere mystiske dødsfald fra 2014 til 2017, samt kritik af det thailandske politi. Dette medførte den 27. august, at Surat Thani-provinsens politi, sammen med eksperter fra Royal Thai Police (RTP), blev beordret til at undersøge sagen. Samtidig skulle nedsættes et udvalg, der skulle undersøge påstande på sociale medier, og i Daily Mail-avisen i Storbritannien, samt lokale medier, der havde en vendetta for at diskreditere Koh Tao og sprede falske nyheder, if. thailandske nyhedsmedier med henvisning til Samui Times. Medieomtalen medførte, at 120 soldater blev udkommanderet til Kon Phangans Full Moon Party den 26. august, for at sikre gæsternes sikkerhed, i håb om, at de ville vende tilbage for at besøge de to øer.
Ekspertundersøgelsen resulterede i, at politiet ikke fandt nogen beviser for den hævdede voldtægtssag, og at de delte oplysninger på sociale medier derved kunne være i strid med Thailands computerkriminalitet lovgivning. På et efterfølgende møde med den britiske generalkonsul blev det oplyst, at det påståede gerningssted på stranden på gerningstidpunktet var oversvømmet af tidevand, og at der var udtaget arrestordre mod ejer og redaktør af Samui Times, den britiske statsborger Suzanne Buchanan. Desuden til administrator af Facebooksiden CSI LA, der tillige havde delt historien til sine 810.000 følgere. Forseelsen ville kunne straffes med bøde og op til fem års fængsel. Den toneangivende engelsksprogede avis Bangkok Post skrev i sin leder, at det var en dårlig beslutning at sigte Samui Times og true andre medier, da det ikke var nogen "falsk nyhed" ("fake news"), men derimod fakta om en britisk backpacker, der anmeldte en voldtægt. Truslen om retsforfølgelsen af nyhedsmedier kunne skade landets omdømme mere end rapportering af hændelsen. Den 5. september blev 10 personer, der som følgere havde delt indhold fra Facebooksiden CSI LA, anholdt. Suzanne Buchanan havde tidligere boet en periode på Koh Samui, men forlod øen i 2014 og drev Samui Times fra Storbritannien, mens indehaveen af CSI LA-profilen angiveligt var bosiddende i USA, hvorfor de begge skulle efterlyses gennem Interpol. Samtidig blev der udstedt livsvarigt indrejseforbud mod den britiske teenager. Yderlige to blev anholdt for at dele Facebookopslag. Menneskerettigheds organisationer kritiserede arrestationerne, og historien spredtes til internationale nyhesmedier. Den britiske avis The Sunday Times bragte en advarsel under overskriften "Stay away from rape island" (dansk: "Hold dig væk fra voldtægtsøen"), hvilket blev fulgt op af andre britiske aviser med brug af henholdsvis Rape Island og Death Island i overskrifterne. Efterfølgende rettede Thailands politi henvendelse til den britiske ambassade i Bangkok, for at få tilladelse til, at rejse til Storbritannien og afhøre teenageren, men fastholdt, at hvis de fandt anmeldelsen grundløs, ville de rejse tiltale mod anmelderen. Under det thailandske politis udvælgelsesproces med at finde en kvindelig officer, der skulle rejse til England og interviewe voldtægtsofret, kom det via CSI LA frem, at politiets eksperter angiveligt havde undersøgt en forkert del af stranden. Stedet var vurderet som gerningssted baseret på udtalelser bragt i britiske aviser. Politigeneralmajor Surachate Hakpan, kendt som Big Joke, gentog, at hvis en forbrydelse havde fundet sted, ville gerningsmanden blive retsforfulgt, og hvis det var løgn, ville anmelderen blive retsforfulgt. Den 16. oktober meddelte politiet på en pressekonference i Bangkok, at efter afhøring af det påståede voldtægtsoffer i Storbritannien – første gang thailandsk politi havde fløjet udenlands, for at foretage en afhøring – kunne ofret ikke give et brugbart signalement, eller udpege det nøjagtige gerningssted på foreviste fotografier. Den omtalte t-shirt indeholdt ifølge politiet ingen spor af sæd, og kunne derfor ikke bruges som bevis, hvorfor sagen hermed blev lukket, da ingen nye oplysninger kom frem, og "en voldtægt aldrig var foregået". Da ofret ikke havde indgivet en formal anmeldelse af voldtægt i Thailand, ville hun ikke blive anklaget for falsk anmeldelse. Arrestordrene mod CSI LA og Samui Times, for at sprede falske nyheder, blev derimod opretholdt. Den britiske teenagerpiges mor fastholdt i en udtalelse ifølge Samui Times, at der havde foregået såvel røveri, som voldtægt, efter en bedøvende drink, og at de følte sig svigtet af såvel det thailandske politi, som det engelske politi, der opfordrede dem til at overdrage t-shirt'en, og tillige den britiske ambassade, der hjælper et korrupt system af diplomatiske grunde.

### Statistik
Statistisk omkom der 228 turister i 2016, if. Department of Tourism, hvilket svarer til ca. 0,64 dødsfald pr. 100.000 turister. Thailand havde i alt omkring 36 mio. turister i 2016. For Koh Taos 500.000 gæster bør det årlige dødstal i statistisk gennemsnit, alt andet lige, være omkring 3 personer. Den nationale statistik (for hele Thailand) viste at 41% omkom i forbindelse med vandulykker, 22% blev trafikdræbt, 16% døde grundet helbredsproblemer, og 7% begik selvmord. De resterende 14% omfatter andre hændelser. Fordelt på nationalitet er kinesere den største gruppe med 79 dødsfald, fulgt af franskmænd med 18, briter med 17, amerikanere med 12, og tyskere med 11 dødsfald. Provinsen med flest ulykker er Chiang Mai, efterfulgt af provinserne Surat Thani (hvor Koh Tao hører under), Phuket, Krabi og Chon Buri.

## Galleri
- Shark Bay (Hajbugten) på Koh Taos sydside (2006)
- Sairee Beach (2004)
- Panoramaudsigt på Koh Tao (2005)
- En lille bugt med turisthytter på Koh Tao (2010)
- Blåplettet pilrokke (Stingray), fotograferet i havet ved Koh Tao (2006)
- Undervandsfoto fra et dykkerspot ved Koh Tao (2013)
- Undervandsmiljø ved Koh Tao (2013)
- Koh Nangyuan Marine Park, Koh Tao, Thailand (2011)
- Strandtangen mellem Koh Nangyuans klipper (2013)
- En af de adskillige bungalows man kan bo i på Koh Nangyuan (2009)